# Бутират свинца(II)
Бутират свинца(II) — неорганическое соединение,
соль свинца и масляной кислоты
с формулой Pb(C3H7COO)2,
бесцветные кристаллы,
не растворяется в воде.

## Физические свойства
Бутират свинца(II) образует бесцветные кристаллы
моноклинной сингонии, пространственная группа P 21/m, параметры ячейки a = 1,556795 нм, b = 0,726249 нм, c = 0,480093 нм, β = 96,9765°, Z = 2
.
Не растворяется в воде.